# Brachymenium jilinense
Brachymenium jilinense là một loài rêu trong họ Bryaceae. Loài này được T.J. Kop., A.J. Shaw, J.X. Luo & C. Gao mô tả khoa học đầu tiên năm 1985.